# Federico Vairo
Federico Vairo est un footballeur argentin né le 27 janvier 1930 à Rosario et mort le 7 décembre 2010. Il évoluait au poste de défenseur.

## Carrière
- 1949-1954 : Rosario Central ( Argentine)
- 1955-1959 : River Plate ( Argentine)
- 1960-1966 : Club Deportivo O'Higgins ( Chili)
- 1967 : Deportivo Cali ( Colombie)[1]

## Palmarès
- Champion d'Argentine en 1955, 1956 et 1957 avec River Plate
- Champion de Colombie en 1967 avec le Deportivo Cali